# جون غوتمان
جون مردخاي غوتمان (بالإنجليزية: John Gottman)‏ (من مواليد 26 أبريل 1942) هو باحث نفسي وطبيب أمريكي، تركز عمله على مدى أربعة عقود حول التنبؤ بالطلاق والاستقرار الزوجي. وهو أيضًا متحدث حائز على جوائز، ومؤلف، وأستاذ فخري في علم النفس. ويُعرف بعمله المتعلق بالاستقرار الزوجي وتحليل العلاقات من خلال الملاحظات العلمية المباشرة، ونشر العديد من أعماله في أدبيات خضعت لمراجعة الأقران. تمثل الدروس المستمدة من عمله أساسًا جزئيًا لحركة استشارات العلاقات التي تهدف إلى تحسين أداء العلاقة وتجنب تلك السلوكيات التي أظهر غوتمان وباحثون آخرون ضررها على العلاقات البشرية. وكان لعمله أيضًا تأثير كبير على تطوير مفاهيم مهمة في تحليل التسلسل الاجتماعي. وأصبح غوتمان أستاذًا فخريًا في علم النفس بجامعة واشنطن. شارك الدكتور جون غوتمان والدكتورة جولي شورتز غوتمان في تأسيس وقيادة شركة علاقات وهيئة تدريب معالجين تدعى معهد غوتمان.
اعتبر غوتمان في عام 2007 كواحد من أكثر 10 معالجين تأثيرًا في ربع القرن الماضي. «أظهر بحث غوتمان أنه لم يكن الأمر يتعلق بكيفية خلاف الأزواج فقط، ولكن بكيفية صلحهم أيضًا. تصبح الزيجات أكثر استقرارًا بمرور الوقت إذا تعلم الأزواج المصالحة بنجاح بعد الخلاف».

## تنبؤات الطلاق
طور غوتمان نماذج متعددة ومقاييس وصيغ للتنبؤ بالاستقرار الزوجي والطلاق بين الأزواج، وأكمل سبع دراسات في هذا المجال. واشتهرت هذه الدراسات المتعلقة بالأزواج الجدد كثيرًا.
يخلص هذا العمل إلى أن السلوكيات السلبية الأربعة التي يتنبأ معظمها بالطلاق هي انتقاد شخصية الشركاء، والازدراء (من موقع التفوق)، والدفاعية، والمماطلة، أو الانسحاب العاطفي من التفاعل عادة بسبب الشعور بالارتباك من النقد. من ناحية أخرى، يتعامل الأزواج المستقرون مع النزاعات بطرق لطيفة وإيجابية ويدعمون بعضهم البعض.
طور منهج غوتمان لعلاج الأزواج بناءً على نتائج أبحاثه. ويهدف العلاج إلى زيادة الاحترام والمودة والتقارب، وعبور الخلاف وحله، وتحقيق تفاهم أكبر، والحفاظ على الهدوء في نقاشات الخلاف. تسعى طريقة غوتمان لمساعدة الأزواج على بناء زيجات سعيدة ومستقرة.
يركز نموذج غوتمان العلاجي على عملية الخلاف ضمن الزواج، ويركز بشكل أقل على محتوى الخلاف. وأبحاثه دراسات طولية، ما يعني أنه يجمع بيانات عن الأزواج على مدى عدة سنوات.

### الدراسات
تستند تنبؤات غوتمان على الروابط الزوجية المتصورة. في دراسته عام 2000، أجرى غوتمان مقابلات شفوية مع 95 من الأزواج الجدد. سأل الأزواج عن علاقتهم وتاريخهم المتبادل وفلسفتهم تجاه الزواج. وقاست المقابلات تصورات الزوجين عن تاريخهما وزواجهما من خلال التركيز على الصفات الإيجابية أو السلبية للعلاقة التي جرى التعبير عنها في رواية القصة. بدلاً من تسجيل محتوى إجاباتهم، استخدم المحاورون نظام الترميز الشفهي لمقابلة التاريخ الشفوي، الذي طوره بولمان وغوتمان في عام 1996، لقياس تصورات الزوجين حول الزواج وعن بعضهما البعض. لذلك، استُخدم تصور الزوجين للتنبؤ بالاستقرار الزوجي أو الطلاق. كلما كانت تصوراتهما ومواقفهما أكثر إيجابية حول زواجهما، كان الزواج أكثر استقرارًا.
تعتمد نماذجه جزئياً على طريقة بول إيكمان في تحليل المشاعر البشرية والتعابير الجزئية.

#### 1992
نشرت الدراسة الأصلية من قبل غوتمان وبولمان في عام 1992، وفيها أجروا مقابلات مع أزواج لديهم أطفال. أسفرت النمذجة الخلفية عن وظيفة تمييزية تميز من انتهوا إلى الطلاق بدقة 94٪. يعتقد غوتمان أنه نظرًا لأن الحياة الزوجية المبكرة هي فترة تغيير وتعديل، وفيها تكون التصورات، فقد سعى للتنبؤ بالاستقرار الزوجي والطلاق من خلال تصورات الأزواج خلال السنة الأولى من الزواج.

#### 1998
في دراسة عام 1998، طور غوتمان نموذجًا للتنبؤ بالأزواج الجدد الذين سيظلون متزوجين وأيهم سينتهي بالطلاق بعد أربع حتى ست سنوات. يناسب النموذج البيانات بدقة 90٪. ونموذج آخر يناسب دقة 81٪ التي نجا من خلالها الزواج بعد سبع حتى تسع سنوات.

#### 2000
استخدمت دراسة المتابعة التي أجراها غوتمان مع الأزواج الجدد، المنشورة في عام 2000، مقابلة التاريخ الشفوي للتنبؤ بالاستقرار الزوجي والطلاق. يتناسب نموذج غوتمان مع دقة 87.4٪ لتصنيف الأزواج الذين سينتهون بالطلاق (أو لا) خلال السنوات الخمس الأولى للزواج. استخدم تصورات الأزواج عن زيجاتهم وعن بعضهم البعض لنمذجة الاستقرار الزوجي أو الطلاق.

## روابط خارجية
- جون غوتمان «أينشتاين» الحب!